# Zhejiang Gonow Automobile

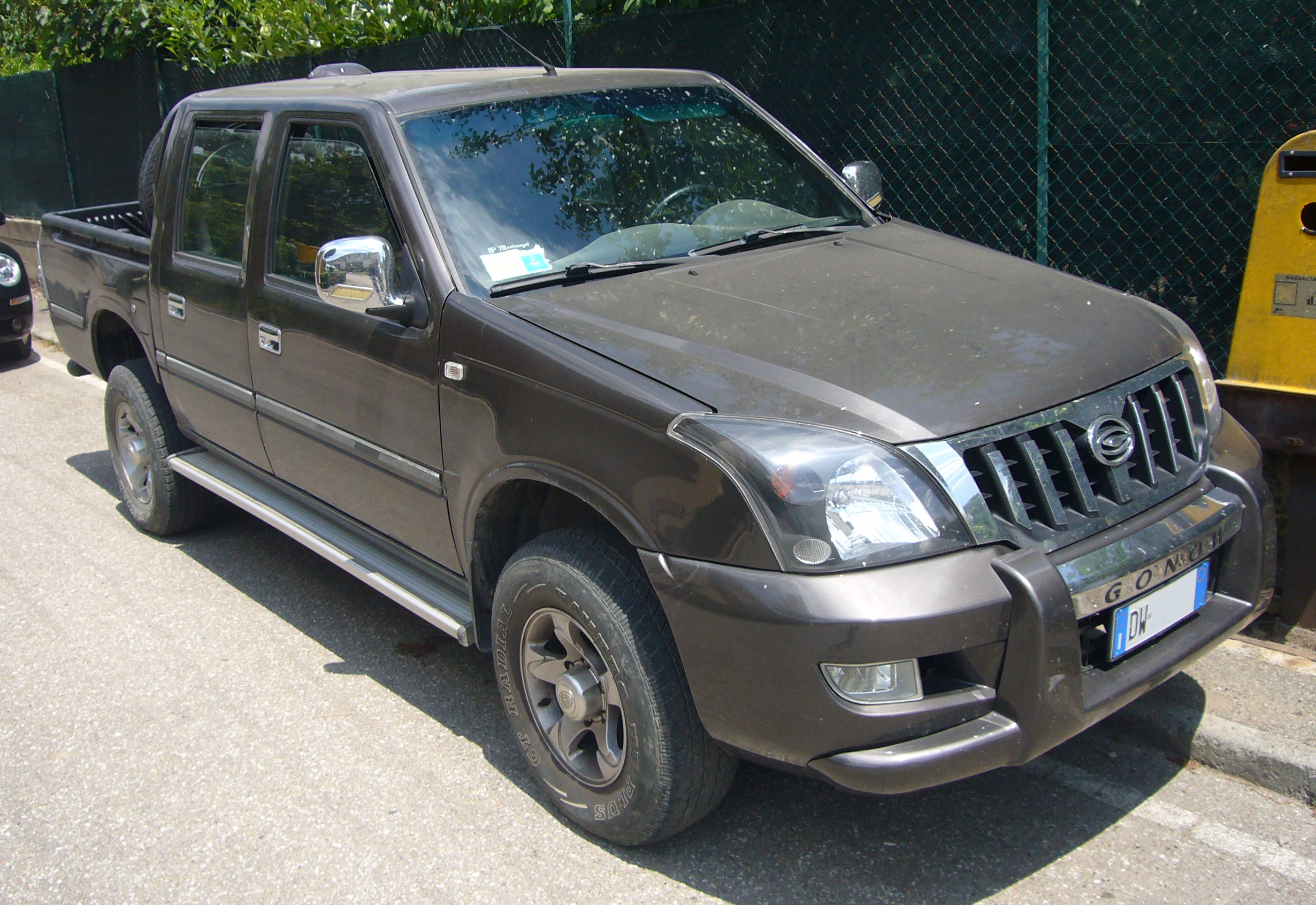
Gonow Troy

Zhejiang Gonow Automobile war ein Hersteller von Automobilen aus der Volksrepublik China.

## Unternehmensgeschichte
Das Unternehmen wurde am 29. Juli 2003 in Taizhou gegründet. Im März oder Juli 2004 begann die Produktion von Automobilen. 2005 wurde Tonghui Machinery Works übernommen.
2010 gründete die Zhejiang Gonow Holdings Group zusammen mit der Guangzhou Automobile Industry Group das Gemeinschaftsunternehmen GAC Gonow Automobile als Nachfolgegesellschaft.

## Fahrzeuge
Im Angebot standen SUVs und Minivans.